# Happy People/U Saved Me
Happy People/U Saved Me è un doppio album di R. Kelly, pubblicato nel 2004 dalla Jive Records. L'album contiene una prima parte prettamente R&B/Soul (Happy People) ed una seconda parte gospel (U Saved Me)

## Tracce

### Disco 1: Happy People
1. Weatherman - 2:43
2. Red Carpet (Pause, Flash) - 3:37
3. Love Signals - 5:28
4. Love Street - 4:37
5. Ladies Night (Treat Her Like Heaven) - 3:45
6. If - 4:49
7. The Greatest Show On Earth - 4:48
8. It's Your Birthday - 2:44
9. Steppin' Into Heaven - 3:55
10. If I Could Make The World Dance - 5:28
11. Happy People - 7:49

### Disco 2: U Saved Me
1. Three-Way Phone Call (featuring Kelly Price, Kim Burrell & Maurice Mahon) - 7:05
2. U Saved Me - 6:13
3. Prayer Changes - 6:24
4. How Did You Manage - 3:45
5. I Surrender - 4:45
6. When I Think About You - 4:06
7. The Diary of Me - 4:19
8. Spirit - 3:57
9. Leap of Faith - 4:51
10. Peace - 5:09